# Thierry Breton
Thierry Breton (ur. 15 stycznia 1955 w Paryżu) – francuski menedżer, informatyk, nauczyciel akademicki i polityk, dyrektor generalny koncernów Thomson (1997–2002) oraz France Télécom (2002–2005), od 2005 do 2007 minister gospodarki, finansów i przemysłu, od 2019 do 2024 członek Komisji Europejskiej.

## Życiorys
Absolwent należącej do grandes écoles École supérieure d'électricité w Gif-sur-Yvette, a także szkoły wojskowej IHEDN. W latach 1979–1981 pracował w Lycée français w Nowym Jorku jako nauczyciel matematyki i technologii informacyjnych. Później do 1986 prowadził własne przedsiębiorstwo informatyczne Forma Systèmes. Później pełnił funkcję doradcy ministra edukacji René Monory’ego, w latach 1986–1990 był dyrektorem generalnym tematycznego parku rozrywki Futuroscope. W latach 1990–1993 zarządzał przedsiębiorstwem publicznym CGI. Później wszedł w skład zarządu również kontrolowanej przez państwo grupy Bull działającej na rynku komputerowym, w 1995 objął funkcję jej wiceprezesa. W latach 1997–2002 zajmował stanowisko dyrektora generalnego państwowej kompanii Thomson. Zyskał opinię kompetentnego i cenionego menedżera, który zażegnał zagrożenie upadłością obu tych przedsiębiorstw. W 2002 przeszedł na funkcję dyrektora generalnego France Télécom. W ciągu półtora roku kierowana przez niego firma zmniejszyła swoje zadłużenie o ponad 20 miliardów USD.
W lutym 2005 objął stanowisko ministra gospodarki, finansów i przemysłu w gabinecie Jean-Pierre’a Raffarina. Pozostał na tym urzędzie również w powołanym w maju 2005 rządzie Dominique’a de Villepina, sprawując go do maja 2007.
W 2008 został prezesem oraz dyrektorem generalnym w międzynarodowej firmie Atos, działającej w branży usług informatycznych. Powoływany także w skład rad nadzorczych, doradczych i zarządzających przedsiębiorstw działających w różnych branżach, takich jak AXA, Dexia, La Poste czy Schneider Electric. Zajmował się również działalnością akademicką m.in. w ramach Université de technologie de Troyes, którego był prezesem.
W 2019 powrócił do działalności politycznej. Dołączył wówczas do Komisji Europejskiej kierowanej przez Ursulę von der Leyen (z kadencją od 1 grudnia tegoż roku) jako komisarz do spraw rynku wewnętrznego. Zrezygnował ze stanowiska we wrześniu 2024, krytykując przewodniczącą KE za blokowanie jego nominacji na kolejną kadencję.

## Odznaczenia
Odznaczony Legią Honorową klasy V, IV i III oraz Orderem Narodowym Zasługi III i II klasy.

## Życie prywatne
Jest żonaty, ma troje dzieci.